# Vladimir Buač
Vladimir Buač (szerbül: Bлaдимиp Буaч; Knin, 1984. december 26. –) szerb labdarúgó, jelenleg az Egri FC középpályása.

## Pályafutása
Vladimir Buač 2013 februárjában féléves szerződést írt alá az Egri FC csapatával.